# Медитація (жанр)
Медита́ція (лат. meditatio — роздум) — жанр ліричної поезії, в якому автор розмірковує над проблемами онтологічного, екзистенціального і т. ін. характеру, здебільшого схиляючись до філософських узагальнень.
Медитація — різновид феноменологічного метажанру. Їй найбільш властива така форма виявлення авторської свідомості, як суб'єктивований ліричний герой.
Основні опозиції медитативної лірики — «людина і суспільство», «людина — людина», «людина — особистість», колізії морального характеру. Вона часто виступає як «контекст долі поета». Для цілковитого розуміння цієї лірики (як, до речі, і філософської) важливий контекст творчості поета, його книги, збірки чи окремого циклу.
На відміну від філософської лірики, цільовою настановою в якій є пізнання істини як такої (у масштабах всесвіту), художньою настановою медитації постає аналіз душі, внутрішнього світу людини у співвідносності з довкіллям. Звідси в медитативних віршах — інтонації-роздуми. Взагалі поети в медитативній ліриці більше спрямовані вглиб (інтровертивні), всередину осмислюваного явища, ніж назовні. Вони сприймають час як категорію духовну, історію душі, нерідко час ніби розчинається в душі поета, стає невідчутним:

Нехай горить вогонь. Нехай горить.

Хай почекає час, аби в безчассі

я вдруге міг постати… (В. Стус).

Медитація спостерігалася в ліриці Лазаря Барановича, Г. Сковороди, особливо в поетів-романтиків Т. Шевченка, П. Куліша, І. Франка, Лесі Українки, символістів початку 20 ст. П. Тичини, М. Рильського, М. Зерова, Є. Плужника, В. Свідзинського, Б.-І. Антонича, Л. Талалая та багатьох інших.
У сюжетному аспекті медитація — це потік свідомості, який спрямовується прагненням розібратися в собі, в людях, у якомусь життєвому явищі (В. Стус «Палімпсести»). Може виявлятись у власне медитації, у формі своєрідних психологічних етюдів з місткою кінцівкою (Л. Первомайський), нерідко репрезентує елегійні роздуми чи своєрідні пейзажні замальовки, що утворюють паралель з внутрішнім життям людини та іншим.